# Сосновые культуры
Сосновые культуры — комплексный памятник природы местного значения. Находится в Мангушском районе Донецкой области Украины. Статус памятника природы присвоен решением облисполкома № 310 от 21 июня 1972 года. Площадь — 5 га. Входит в Ялтинское лесничество. Представляет собой сосны на берегу Азовского моря, посаженные в 1954 году.
Сосновые культуры входят в состав регионального ландшафтного парка «Меотида».

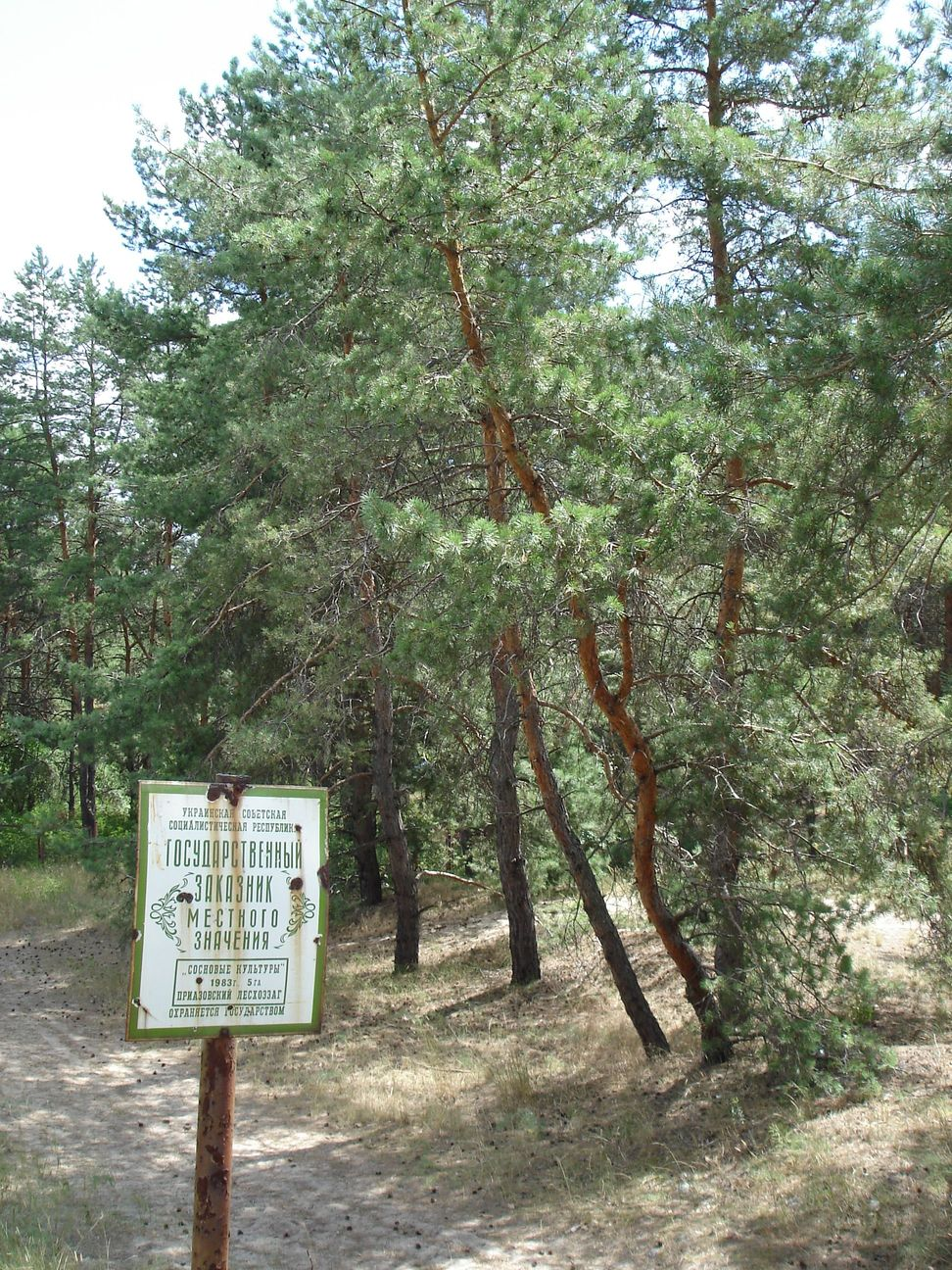
Сосновые культуры
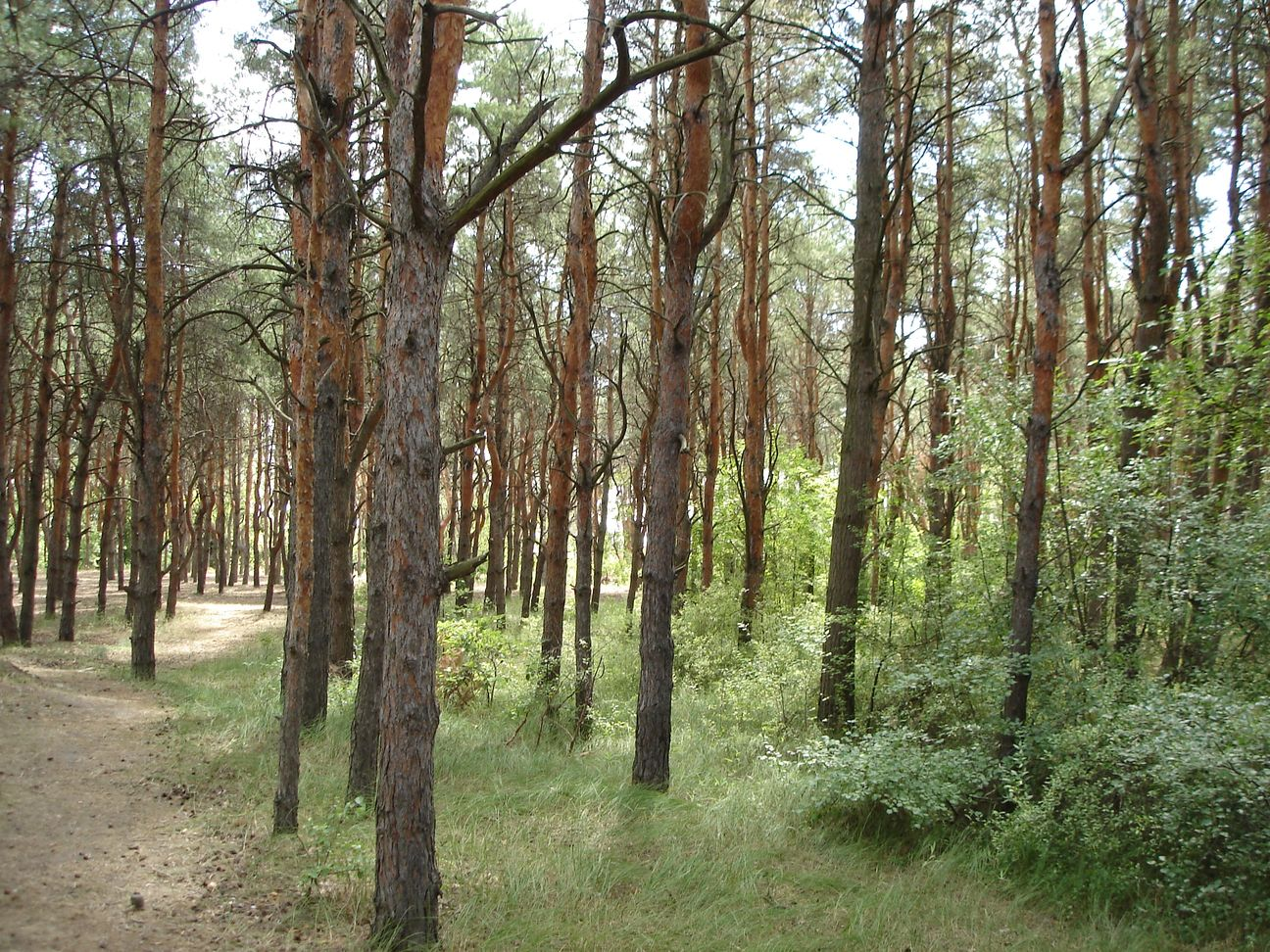
Сосновые культуры